# Uwe Proske
Uwe Proske (ur. 10 października 1961 w Löbau) – niemiecki szermierz, szpadzista, reprezentujący także NRD, złoty medalista olimpijski. 
Na igrzyskach olimpijskich w Seulu w 1988 roku zajął 34. miejsce w turnieju indywidualnym. Brał również udział w igrzyskach olimpijskich w Barcelonie w 1992 roku, gdzie reprezentacja Niemiec w składzie: Elmar Borrmann, Robert Felisiak, Arnd Schmitt, Uwe Proske i Władimir Riezniczenko zwyciężyła w turnieju drużynowym. Indywidualnie nie startował.
Nie zdobył medalu na mistrzostwach świata.